# Bruno Richard Hauptmann
Bruno Richard Hauptmann, född 26 november 1899 i Kamenz, Sachsen, Tyskland, död 3 april 1936 (avrättad) i Trenton State Prison, Trenton, New Jersey, var en tysk-amerikansk brottsling. 
Hauptmann tjänstgjorde som kulspruteskytt under första världskriget. Under den svåra tid som följde efter kriget, hade Hauptmann svårt att hitta ett arbete, och han slog sig istället in på brottets bana. Han ägnade sig åt inbrott och rån; han greps och dömdes till fängelse i fem år och en månad, men frigavs efter fyra år. Efter sin frigivning stal han några läderskärp och häktades, men lyckades rymma från häktet (han lämnade kvar sina fängelsekläder tillsammans med en lapp, där han skrivit "Hälsningar till polisen").
Efter två misslyckade försök kom han genom falska papper till USA i november 1923. Där försörjde han sig som snickare.
Den 1 mars 1932 kidnappades Charles Lindberghs 20 månader gamle son. Han återfanns i ett dike, mördad, den 12 maj samma år. I september 1935 fann man bevis i Hauptmanns garage i form av pengar och en registreringsplåt som "bevisade" att Hauptmann var den efterlyste kidnapparen. Rättegången mot honom inleddes 2 januari 1936 och han avrättades i elektriska stolen 3 april samma år. Under hela rättegången vidhöll Hauptmann att han var oskyldig. 
Den engelske nyhetsanalytikern och TV-profilen Ludovic Kennedy ifrågasatte på senare år huruvida Hauptmann var skyldig eller ej.
1975 gjordes en TV-film om den berömda rättegången, The Lindbergh Kidnapping Case, med Anthony Hopkins i rollen som Hauptmann.